# Lochmaea
Genre
Lochmaea est un genre d'insectes coléoptères de la famille des Chrysomelidae.

## Liste d'espèces
Selon NCBI (11 juin 2010) :
- Lochmaea capreae - la galérucelle du saule marsault
- Lochmaea suturalis

Selon Fauna Europaea (9 juillet 2013)
- Lochmaea capreae (nommée L. caprea)
- Lochmaea crataegi - la galéruque de l'aubépine
- Lochmaea scutellata
- Lochmaea suturalis